# 살스크

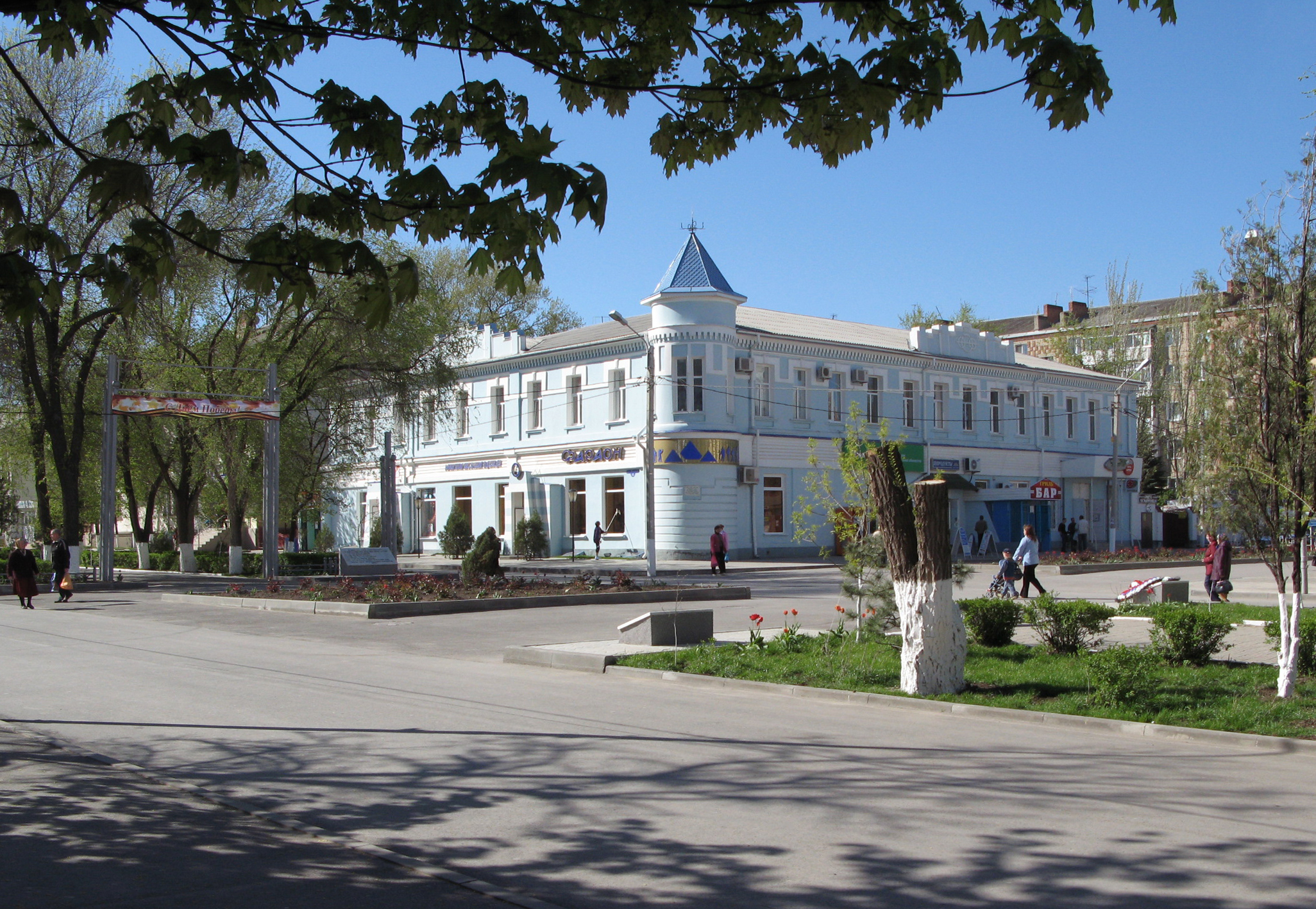

살스크(러시아어: Сальск)는 로스토프 주에 위치한 도시이다. 살스키 군의 중심시이고 인구는 5만200명(1970년)이다. 러시아인, 우크라이나인이 거주하고 있고 1926년에 이 도시의 우크라이나인은, 38.9%이다. 스레드니예고를리크 강(돈강의 지류)에 접해 있고, 로스토프나도누에서 180km 떨어져 있다.